# TO THE FUTURE
『TO THE FUTURE』（トゥー ザ フューチャー）は、朝日放送新社屋完成記念 Theショートフィルムズと題して、2008年7月12日から7月21日まで新社屋の新・ABCホールにてオムニバス形式で上映された、こどもをテーマに製作された短編映画。

## 概要
近年、こどもを取り巻く環境下において、ひとつの社会問題としてクローズアップされている、学校関係者などに理不尽な要求を行う親、即ちモンスターペアレントをテーマに学校教育の背景にある、現代社会に蔓延る問題を描いた作品である。
タイトルの『TO THE FUTURE』は、ターミナルで偶然見かけた、自衛隊のポスターからヒントを得たという。

## 出演者
- 隅田先生：光石研
- サッツン：宮坂健太
- リュウ：米本来輝
- ヒロポン：下山葵
- 高橋ヨシコ：大熊彩花
- 水原睦美：松嶋友貴奈
- 男子教師：高野純一（朝日放送アナウンサー）

## スタッフ
- 監督:井筒和幸
- 脚本:羽原大介、吉田康弘
- プロデューサー：祷映
- 撮影：葛西誉仁
- 照明：松岡泰彦
- 録音：中村雅光
- 美術：津留啓亮
- 編集：冨田伸子
- 助監督：武正晴
- ラインプロデューサー：杉原奈実
- 制作プロダクション：シネカノン
- ロケ協力：玉村町立玉村小学校、玉村給食センター、高崎給食センター、玉村商工会議所、丸直旅館

## 同時上映作品
- 大森一樹監督作品　『イエスタデイワンスモア』
- 崔洋一監督作品　　 『ダイコン〜ダイニングテーブルのコンテンポラリー』
- 阪本順治監督作品　『展望台』
- 李相日監督作品　　 『タガタメ』